# Haedong Yonggungsa
Haedong Yonggungsa est un temple bouddhiste situé à Busan, en Corée du Sud. Il a la particularité d'être situé en bord de mer.